# Tamm (Bádensko-Württembersko)
Tamm je město v zemském okresu Ludwigsburg v německé spolkové zemi Bádensko-Württembersko. Leží 6 km severozápadně od Ludwigsburgu, 4 km jižně od Bietigheimu-Bissingenu a přibližně 17 km severně od centra Stuttgartu. Žije zde přibližně 13 tisíc obyvatel.